# Hemibarbus qianjiangensis
Hemibarbus qianjiangensis är en fiskart som beskrevs av Yu, 1990. Hemibarbus qianjiangensis ingår i släktet Hemibarbus och familjen karpfiskar. Inga underarter finns listade i Catalogue of Life.